# Thomas Quasthoff
Thomas Quasthoff (ur. 9 listopada 1959 w Hildesheimie, Niemcy) – niemiecki bas-baryton uznawany za jednego z najlepszych śpiewaków swojej generacji.

## Życiorys
Już we wczesnym dzieciństwie ojciec Thomasa Quasthoffa odkrył jego talent muzyczny. Jednak ten nie dostał się do konserwatorium w Hanowerze w związku z fizyczną niemożnością gry na fortepianie. Zdecydował się na naukę śpiewu. Studiował także prawo przez dwa lata. Przez sześć lat pracował jako spiker radiowy w NDR. Pracował także w telewizji.
Jego muzyczna kariera rozpoczęła się w 1988 roku, kiedy to wygrał Konkurs ARD w Monachium, otrzymując nagrodę od barytona Dietricha Fischer-Dieskau. W 2003, zadebiutował na scenie operowej w partii Don Fernanda w „Fideliu” Beethovena w realizacji Simona Rattle’a na festiwalu w Salzburgu. Później wystąpił także w Operze Wiedeńskiej – jako Amfortas w Parsifalu Wagnera.
Quasthoff jest profesorem zwyczajnym, daje około 50 występów rocznie. Aktualnie wykłada w Hochschule für Musik Hanns Eisler w Berlinie. Wcześniej uczył w Akademii Muzycznej w Detmold. W roku 2012 zakończył swoją działalność koncertową.
W roku 2006 wydał swój pierwszy album jazzowy The Jazz Album: Watch What Happens, z takimi muzykami jak: Adam Taubitz, Till Brönner, Alan Broadbent, Peter Erskine, Dieter Ilg i Chuck Loeb.
Quasthoff urodził się z poważną wadą wrodzoną spowodowaną zażywaniem przez matkę w czasie ciąży talidomidu – wówczas często stosowanego leku dostępnego bez recepty, zwłaszcza przez kobiety w ciąży. W przypadku Thomasa Quasthoffa powikłania objawiły się w postaci typowej wady dla powikłań tego rodzaju – fokomelii.

## Nagrody
- 1988 – zwycięstwo w Konkursie ARD (nagroda dla barytona),
- 1996 – Nagroda Szostakowicza w Moskwie oraz na Hamada Trust/Scotsman Festival w Edynburgu,
- 2000 – Grammy w kategorii Best Classical Vocal Performance – Gustav Mahler: Des Knaben Wunderhorn,
- 2004 – Grammy w kategorii Best Classical Vocal Performance – Schubert-Liedern z: Anne Sofie von Otter i Chamber Orchestra of Europe,
- 2005 – Großes Bundesverdienstkreuz der Bundesrepublik Deutschland
- 2005 – Grammy – Bach: Cantatas
- 2005 – Berliner Bär (BZ-Kulturpreis)
- 2006 – Europäischer Kulturpreis
- 2006 – Grammy w kategorii Best Classical Vocal Performance Kantaty Bacha z zespołem Berliner Barock Solisten pod kierownictwem Rainera Kussmaul,
- 2007 – Brahms-Preis – Brahms-Gesellschaft Schleswig-Holstein,
- 2007 – Echo Klassik 2007 der Deutschen Phonoakademie.

Ponadto nagrania Quasthoffa były nominowane do Grammy w 2001 i 2000. Były to realizacje płytowe pieśni Brahmsa, Liszta i Schuberta z udziałem pianisty Justusa Zeyena. Thomas Quasthoff nagrywa dla Deutsche Grammophon.